# Antonio Barbarino

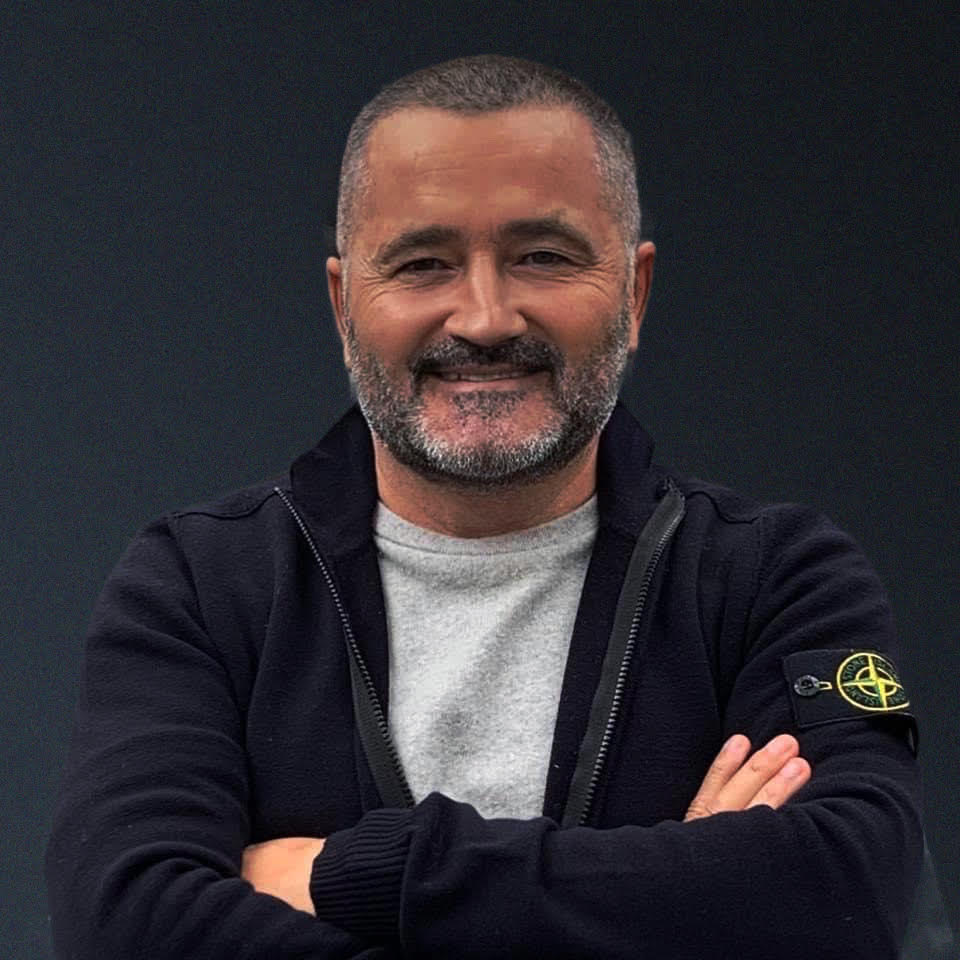
Antonio Barbarino (2021)

Antonio Barbarino (* 8. März 1964 in Cicciano bei Neapel, Italien) ist ein deutscher Taekwondo Trainer und Sportfunktionär italienischer Herkunft.

## Leben
Barbarino wuchs die ersten vier Lebensjahre in Italien auf, bevor seine Eltern 1968 nach Attendorn in Nordrhein-Westfalen umsiedelten. Als 13-Jähriger begann er mit dem Kampfsport Taekwondo, 1980 schloss er eine Ausbildung zum Schweißer ab. 1987 wurde er im Alter von 23 Jahren NRW-Landesmeister. Anschließend arbeitete er als Trainer.
1991 wurde er zum Versicherungsfachmann umgeschult.
Barbarino ist verheiratet, hat fünf Kinder und lebt in Attendorn. Er ist Träger des 7. Dan (WTF-Taekwondo).

## Schaffen
Barbarino ist heute neben seiner Trainertätigkeit in verschiedenen Ämtern im Taekwondo Sport engagiert. Von 2012 bis 2016 war er Präsident der Nordrhein Westfälischen Taekwondo Union. Seit 2016 ist er Präsident der Taekwondo Union NRW sowie seit 2011 Vize-Präsident des Dachverband für Budotechniken Nordrhein-Westfalen. Weltweit ist er seit 2015 Executive Boardmember der World Taekwondo Europe als General Treasurer. Zusätzlich ist Barbarino Technical Delegate (Level 2) sowie Juridical Coordinator der World Taekwondo. Seit Juni 2024 ist er Vize-Präsident Zweikampf der Deutschen Taekwondo Union.

## Ehrenämter als Sportfunktionär
- Secretary General der Europäischen Taekwondo Union seit September 2021[6]
- Vize-Präsident der Deutschen Taekwondo Union seit 2024
- Präsident der Taekwondo Union NRW seit 2016[7]
- Präsident der Nordrhein Westfälischen Taekwondo Union 2012–2016[8]
- Executive Board Member der Europäischen Taekwondo Union (WTE) seit 2015
- Chairman der Athleten & Coach Committee der Europäischen Taekwondo Union 2013–2015
- Vize-Präsident Dachverband für Budotechniken Nordrhein-Westfalen seit 2011
- 1. Vorsitzender und Trainer von KDK-Attendorn e. V. seit 1987
- 1. Vorsitzender des KDK Wenden e. V.[9] seit 2002

## Erfolge als Trainer
Barbarino war zunächst Trainer und Betreuer erfolgreicher Sportsoldaten der Bundeswehr Sportförderkompanie Sonthofen. Zu seinen erfolgreichsten Sportlern gehörten Aferdita Sylejmani (5- fache dt. Meisterin, EM-Bronze) und Aziz Acharki (Europameister 1996 und 2000).
Die größten Trainererfolge im Wettkampf Vollkontakt olympische Disziplin:
- Landesmeisterschaften-NRW 35 Gold, 25 Silber, 35 Bronze
- 11 verschiedene deutsche und internationale Deutsche Meister hervorgebracht
- Deutsche-Jugendmeisterschaften 13 Gold, 4 Silber, 3 Bronze
- Deutsche-Juniorenmeisterschaften 3 Gold, 2 Silber, 5 Bronze
- Deutsche Senioren Meisterschaften 8 Gold, 5 Silber, 5 Bronze
- Internationale Deutsche Meisterschaften 3 Gold, 3 Silber, 10 Bronze
- Internationale Belgische Meisterschaften 4 Gold, 1 Silber, 1 Bronze
- Intern. Niederländische Meisterschaften 4 Gold, 4 Silber, 3 Bronze
- Europameisterschaften 2 Gold, 1 Bronze
- Militärweltmeisterschaften 2 Gold, Silber, 2 Bronze
- Worldcup (Vietnam) 1 Teilnahme Viertelfinale
- Weltmeisterschaften drei Teilnahmen Viertelfinale (Türkei 1998, Kanada 1999, und Korea 2001)
- Teilnahme Olympia 2000 Sydney 5. Platz von Aziz Acharki

## Erfolge als Sportler
- NRW-Landesmeister 1987 im Taekwondo